# Santa Maria (Azoren)
Santa Maria („Heilige Maria“) ist die geologisch älteste Insel der Azoren im Atlantischen Ozean. Santa Maria ist bekannt für sein Kunstgewerbe und Töpferwaren und verfügt über Brennereien und Fischverarbeitung. Es gibt eine direkte Flugverbindung nach Lissabon.

## Verwaltung
Santa Maria ist die südlichste und drittkleinste Insel der Azoren. Sie hat eine Fläche von 97 km² und etwas mehr als 5500 Einwohner. Der Hauptort der Insel ist Vila do Porto, das auch Sitz eines Kreises ist.
Der Kreis Vila do Porto umfasst die gesamte Insel, sowie sehr kleine Nebeninseln wie Ilhéu da Vila do Porto, Ilhéu de São Lourenço und Ilhéu das Lagoínhas. Auch die 36 km nordöstlich gelegenen unbewohnten Formigas gehören verwaltungsmäßig dazu; sie werden von der Hafenbehörde in Vila do Porto verwaltet.
Fünf Gemeinden bilden den Kreis:
| Lage | Freguesias (Gemeinden) | Einwohner | Fläche km² | Bevölkerungsdichte Einw. pro km² |
| ---- | ---------------------- | --------- | ---------- | -------------------------------- |
|      | Almagreira             | 616       | 11,22      | 52                               |
|      | Santa Bárbara          | 370       | 15,27      | 26                               |
|      | Santo Espírito         | 597       | 26,68      | 23                               |
|      | São Pedro              | 812       | 18,17      | 46                               |
|      | Vila do Porto          | 3011      | 25,55      | 122                              |
|      | Santa Maria            | 5547      | 96,89      | 57                               |

## Geographie

### Lage und Beschreibung
Die Insel lässt sich in zwei unterschiedliche Regionen unterteilen:
- im Westen, auf der Leeseite des Nordost-Passats, eine flache, sehr trockene und sonnenscheinreiche Region mit dem Hauptort Vila do Porto (gegründet 1432) und dem inzwischen zivilen Flughafen Santa Maria (bis Ende des Zweiten Weltkrieges amerikanischer Luftwaffenstützpunkt).
- Die andere Region ist hügelig (bis 587 m über Meereshöhe, Pico Alto). Die Wolken, die sich an den Bergen abregnen, sorgen in dieser Gegend für eine reichhaltige Vegetation, die auch ein wenig Landwirtschaft zulässt.

### Klima
|                        | Jan | Feb | Mär | Apr | Mai | Jun | Jul | Aug | Sep | Okt | Nov | Dez |   |      |
| Mittl. Temperatur (°C) | 14  | 14  | 15  | 15  | 17  | 19  | 21  | 22  | 21  | 19  | 17  | 15  | ⌀ | 17,4 |
|                        |     |     |     |     |     |     |     |     |     |     |     |     |   |      |
| Niederschlag (mm)      | 100 | 86  | 79  | 55  | 30  | 22  | 25  | 40  | 57  | 84  | 102 | 95  | Σ | 775  |
|                        |     |     |     |     |     |     |     |     |     |     |     |     |   |      |
| Sonnenstunden (h/d)    | 3   | 4   | 4   | 5   | 7   | 7   | 8   | 8   | 6   | 5   | 4   | 3   | ⌀ | 5,3  |

|  |

|  |

|  |

|  |

|  |

|  |

|  |

|  |

|  |

|  |

|  |

|  |

|  |

|  |

|  |

|  |

|  |

|  |

|  |

|  |

|  |

|  |

|  |

|  |

### Geologie und Geomorphologie
Santa Maria ist vulkanischen Ursprungs, im Gegensatz zu den anderen Inseln der Azoren jedoch keine Vulkaninsel, sondern besteht aus Sedimentgestein, in dem sogar Fossilien zu finden sind. Aufgrund dieser Struktur blieb Santa Maria von schweren Erdbeben verschont, die auf den anderen Inseln der Azoren große Schäden verursachten. Die höchste Erhebung, der 587 m hohe Pico Alto, erhebt sich im Nordosten der Insel und gehört zum gebirgigen Ostteil der Insel. Im Westen gibt es eine ca. 100 m hohe Ebene. Santa Maria hebt sich ständig und wächst daher. Üblicherweise sinken vulkanische Inseln im Laufe der Zeit, wenn sie vom Magmastrom abgeschnitten sind.

## Geschichte
Die Insel wurde an Mariä Himmelfahrt 1439 durch den Seefahrer Gonçalo Velho Cabral zu Ehren der Jungfrau Maria benannt. Zuvor hatte Diogo de Silves 1427 die Insel entdeckt. Die Besiedlung begann 1439 durch Siedler aus den portugiesischen Festlandprovinzen. Bis 1944 fristete die Insel das Dasein einer kleinen Insel weitab jeglichen anderen Landes.
1941 entdeckten amerikanische Spezialisten die versteppte Ebene im Westen der Insel als Standort für eine Militärbasis. 1944 begannen die USA, sie zu einem riesigen Transatlantikflugplatz auszubauen. Er bedeckt einen Großteil der westlichen Ebene der Insel. Innerhalb weniger Monate war der Flugplatz fertiggestellt, wurde allerdings aufgrund des Kriegsendes nicht mehr weiter für militärische Zwecke benötigt. Am 2. Juni 1947 übernahm Portugal den Betrieb und nutzte das Gelände für die zivile Luftfahrt. Die 3000 Meter lange Start- und Landebahn war hervorragend für die Zwischenlandungen der Transatlantikflieger geeignet, die damals noch nicht nonstop fliegen konnten. Als in den 1960er und 1970er Jahren Atlantikflüge ohne Tankstopp möglich wurden, verlor der Flugplatz an Bedeutung.

## Wirtschaft und Transport

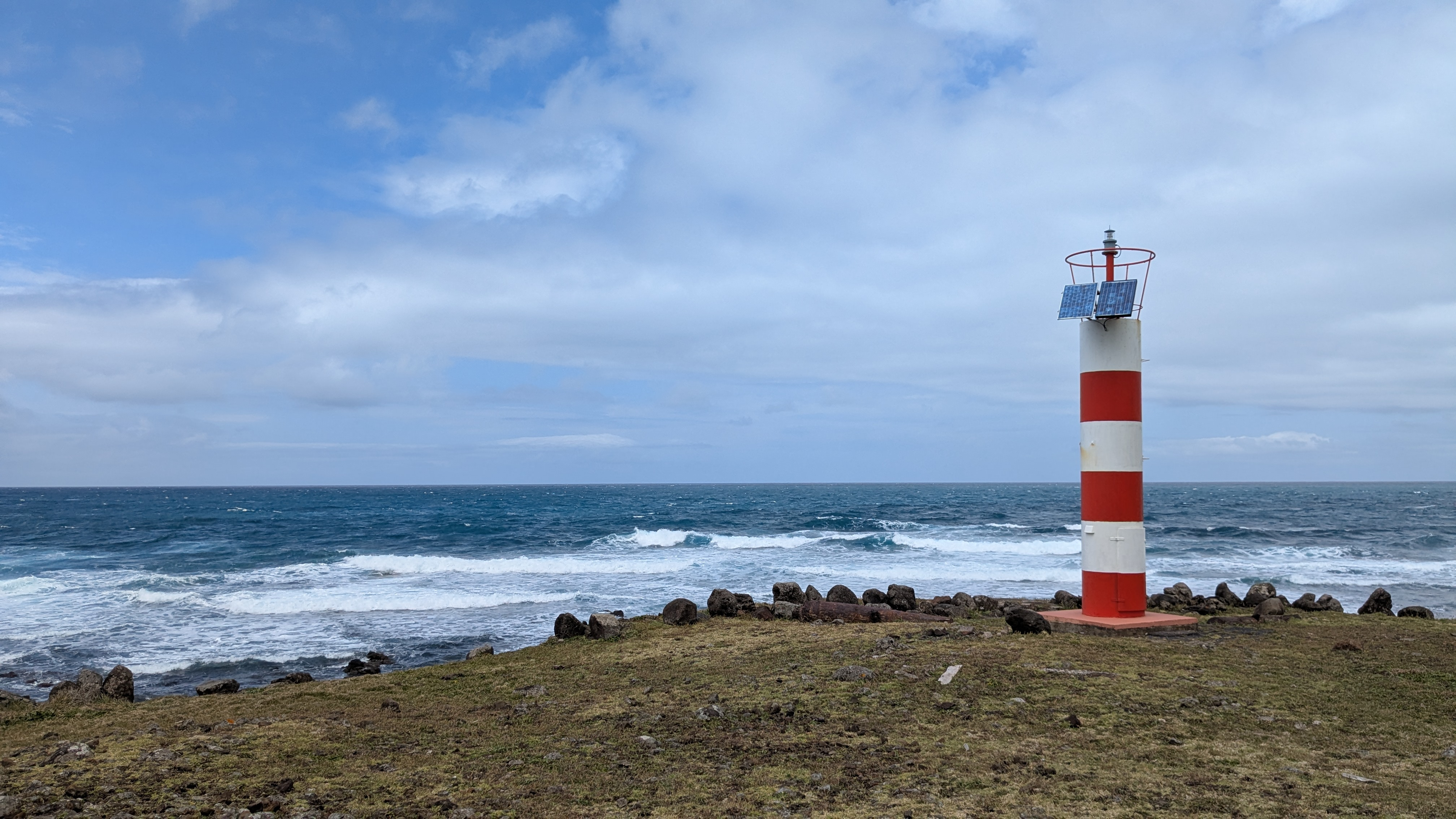
Leuchtturm in Anjos

Neben der Fischerei und der Landwirtschaft ist der Tourismus der wichtigste Wirtschaftszweig auf der Insel.
Auf der Insel gibt es ein gut ausgebautes Straßennetz, das alle Teile der Insel erschließt. Der einzige geschützte Hafen befindet sich unterhalb von Vila do Porto.
Heute befindet sich der Hauptflugplatz der Azoren auf São Miguel. Der Flughafen von Santa Maria wird in der Haupturlaubssaison mehrmals wöchentlich von Lissabon und Ponta Delgada aus mit Linienflügen angeflogen.
In etwa 200 m Höhe auf dem Monte das Flores befindet sich eine ESTRACK-Beobachtungs- und Funk-Station der europäischen Raumfahrtbehörde ESA.